# Ставки (Киевская область)
Ставки (укр. Ставки) — село, входит в Фастовский район Киевской области Украины.
Население по переписи 2001 года составляло 476 человек. Почтовый индекс — 08530. Телефонный код — 4565. Занимает площадь 2,48 км². Код КОАТУУ — 3224985902.
В селе родился Герой Советского Союза Василий Шевчук.

## Местный совет
08530, Київська обл., Фастівський р-н, с.Ставки, вул.Леніна,9